# Billsta
Billsta ist ein Tätort (Ortschaft) in Ångermanland. Der Ort liegt zirka 35 km nordwestlich von Örnsköldsvik an der Happstafjärden.

## Bevölkerungsentwicklung

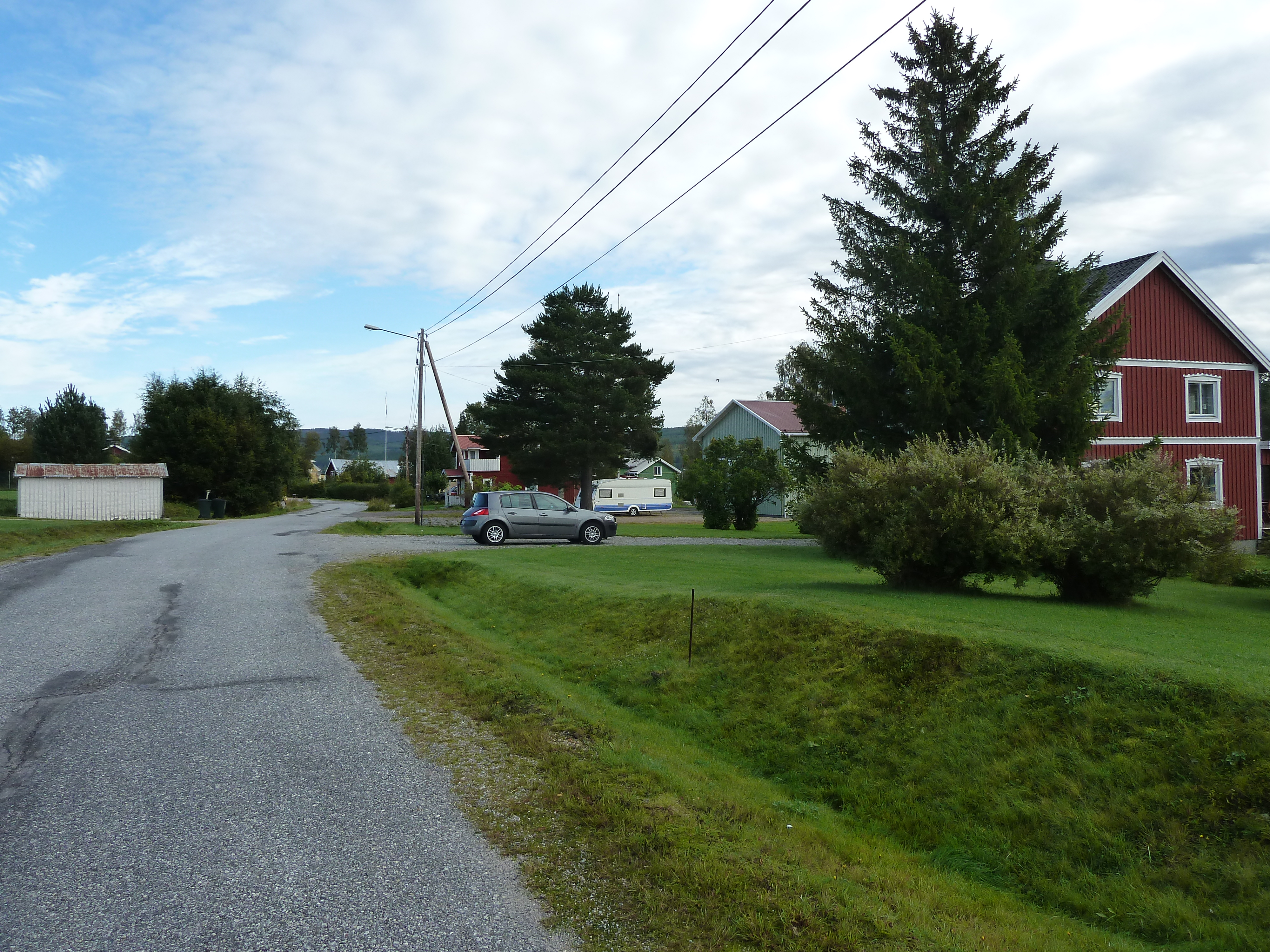
Billsta

| Jahr | Einwohner |
| ---- | --------- |
| 1960 | 414       |
| 1965 | 380       |
| 1970 | 271       |
| 1975 | 255       |
| 1980 | 350       |
| 1990 | 390       |
| 1995 | 399       |
| 2000 | 392       |
| 2005 | 378       |
| 2010 | 361       |
| 2015 | 361       |

Quelle: Statistiska centralbyrån